# Роммель Пачеко
Роммель Пачеко (12 липня 1986) — мексиканський стрибун у воду.
Учасник Олімпійських Ігор 2004, 2008, 2016, 2020 років.
Призер Чемпіонату світу з водних видів спорту 2013, 2017, 2019 років.
Переможець Панамериканських ігор 2003, 2015 років, призер 2007, 2011 років.
Призер Ігор Центральної Америки і Карибського басейну 2006, 2010 років.
Переможець літньої Універсіади 2005 року, призер 2007, 2009, 2011 років.